# Ulrich Kühne-Hellmessen
Ulrich Kühne-Hellmessen (* 5. Februar 1957 in Brilon) ist ein deutscher Sportjournalist und Verfasser von Sportbüchern.

## Werdegang
Nach Ausbildung beim Westfalen-Blatt in Bielefeld war er bis 1987 leitender Redakteur beim kicker. Anschließend war er bis 1994 Chefreporter der Sport Bild und dann bis 2002 stellvertretender Sportchef bei der Bild. Von 2003 bis 2010 arbeitete er beim Sportverlag Europa Medien. Kühne-Hellmessen war Chefredakteur des Züricher Sportverlags, von April 2011 bis 2012 war er Sportkoordinator bei der dapd Nachrichtenagentur.
Er verfasste gemeinsam mit Tom Bender das 1996 erschienene Buch Ruuuuudi über Rudi Völler, 2001 gab er wieder zusammen mit Bender ein Buch über den Hamburger SV heraus. Später verfasste Kühne-Hellmessen auch ein Buch über Uli Hoeneß. Mit Detlef Vetten veröffentlichte er mehrere Sportbücher über Großereignisse wie Olympische Spiele sowie Fußballweltmeisterschaften und Fußballeuropameisterschaften.